# Bisbat d'Ostrava-Opava

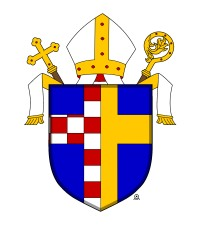
Escut de la diòcesi

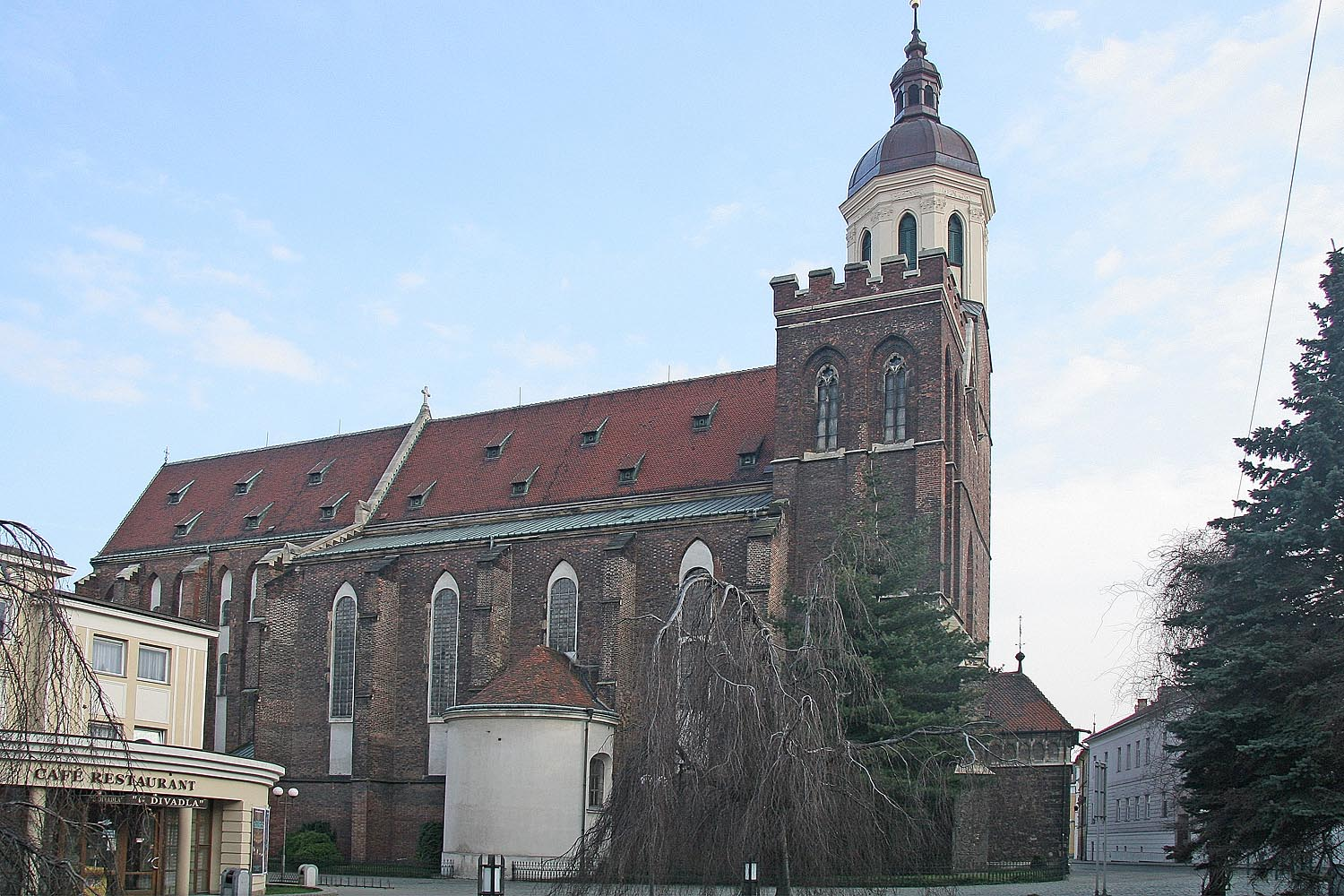
La cocatedral d'Opava

El bisbat d'Ostrava-Opava (txec: Diecéze ostravsko-opavská, llatí: Dioecesis Ostraviensis-Opaviensis) és una seu de l'Església Catòlica a Txèquia, sufragània de l'arquebisbat d'Olomouc. L'any 2013 tenia 429.000 batejats sobre una població de 1.313.000 habitants. Actualment està regida pel bisbe František Václav Lobkowicz, O. Praem.

## Territori
La diòcesi comprèn part de septentrional de Moràvia.
La seu episcopal és la ciutat d'Ostrava, on es troba la catedral del Salvador Diví. A Opava hi ha la cocatedral de l'Assumpció de Maria Verge.
El territori s'estén sobre 6.150  km², i està dividit en 276 parròquies.

## Història
La diòcesi va ser erigida el 30 de maig de 1996 mitjançant la butlla del Papa Joan Pau II, prenent el territori de l'arquebisbat d'Olomouc.

## Cronologia episcopal
- František Václav Lobkowicz, O. Praem., des del 30 de maig de 1996

## Estadístiques
A finals del 2013, la diòcesi tenia 429.000 batejats sobre una població d'1.313.000 persones, equivalent al 32,7% del total.
| any  | població | població  | població | sacerdots | sacerdots       | sacerdots       | sacerdots             | diaques | religiosos | religiosos | parròquies |
| ---- | -------- | --------- | -------- | --------- | --------------- | --------------- | --------------------- | ------- | ---------- | ---------- | ---------- |
| any  | batejats | total     | %        | total     | clergat secular | clergat regular | batejats por sacerdot | diaques | homes      | dones      |            |
| 1999 | 600.000  | 1.370.000 | 43,8     | 202       | 146             | 56              | 2.970                 | 16      | 61         | 402        | 279        |
| 2000 | 600.000  | 1.370.000 | 43,8     | 210       | 152             | 58              | 2.857                 | 17      | 63         | 399        | 277        |
| 2001 | 600.000  | 1.370.000 | 43,8     | 205       | 151             | 54              | 2.926                 | 16      | 57         | 364        | 276        |
| 2002 | 600.000  | 1.370.000 | 43,8     | 204       | 149             | 55              | 2.941                 | 16      | 59         | 327        | 276        |
| 2003 | 424.000  | 1.320.000 | 32,1     | 203       | 151             | 52              | 2.088                 | 17      | 56         | 318        | 276        |
| 2004 | 423.000  | 1.311.000 | 32,3     | 205       | 155             | 50              | 2.063                 | 17      | 55         | 291        | 277        |
| 2013 | 429.000  | 1.313.000 | 32,7     | 227       | 179             | 48              | 1.889                 | 28      | 56         | 155        | 276        |